# Ligne de Tbilissi à Erevan
La ligne de Tbilissi à Erevan est une ligne de chemin de fer qui relie Tbilissi, la capitale de la Géorgie et Erevan, la capitale de l'Arménie.

## Histoire
La ligne Tbilissi-Erevan actuelle est historiquement composée de deux tronçons : le premier était une ligne construite de Tbilissi à Kars (aujourd'hui en Turquie) et bifurquant de la ligne ferroviaire Poti-Bakou.
La ligne est entrée en service le 5 décembre 1899, à une époque où ses deux extrémités se trouvaient dans l'Empire russe.
Comme deuxième branche, une ligne fut construite entre la branche de Taribjanian près de Gyumri et Erevan, qui fut mise en service le 1er mai 1902.
À la suite de la Première Guerre mondiale, une nouvelle frontière fut tracée entre l’Union soviétique et la Turquie.
La frontière s'étendait alors immédiatement à l'ouest de Gyumri (Leninakan), et la gare suivante dans cette direction, Achourian, devenait la gare frontière accueillant un trafic transfrontalier.
La ligne Tbilissi-Erevan était devenue la ligne principale.
La ligne a été électrifiée par tronçons entre 1957 et 1966.

## Infrastructure

### Ligne
Le parcours est long de 365 kilomètres. Il a été construit à voie large et est entièrement électrifié en courant continu de 3 000 Volts.

### Gares et haltes

Vue de gares
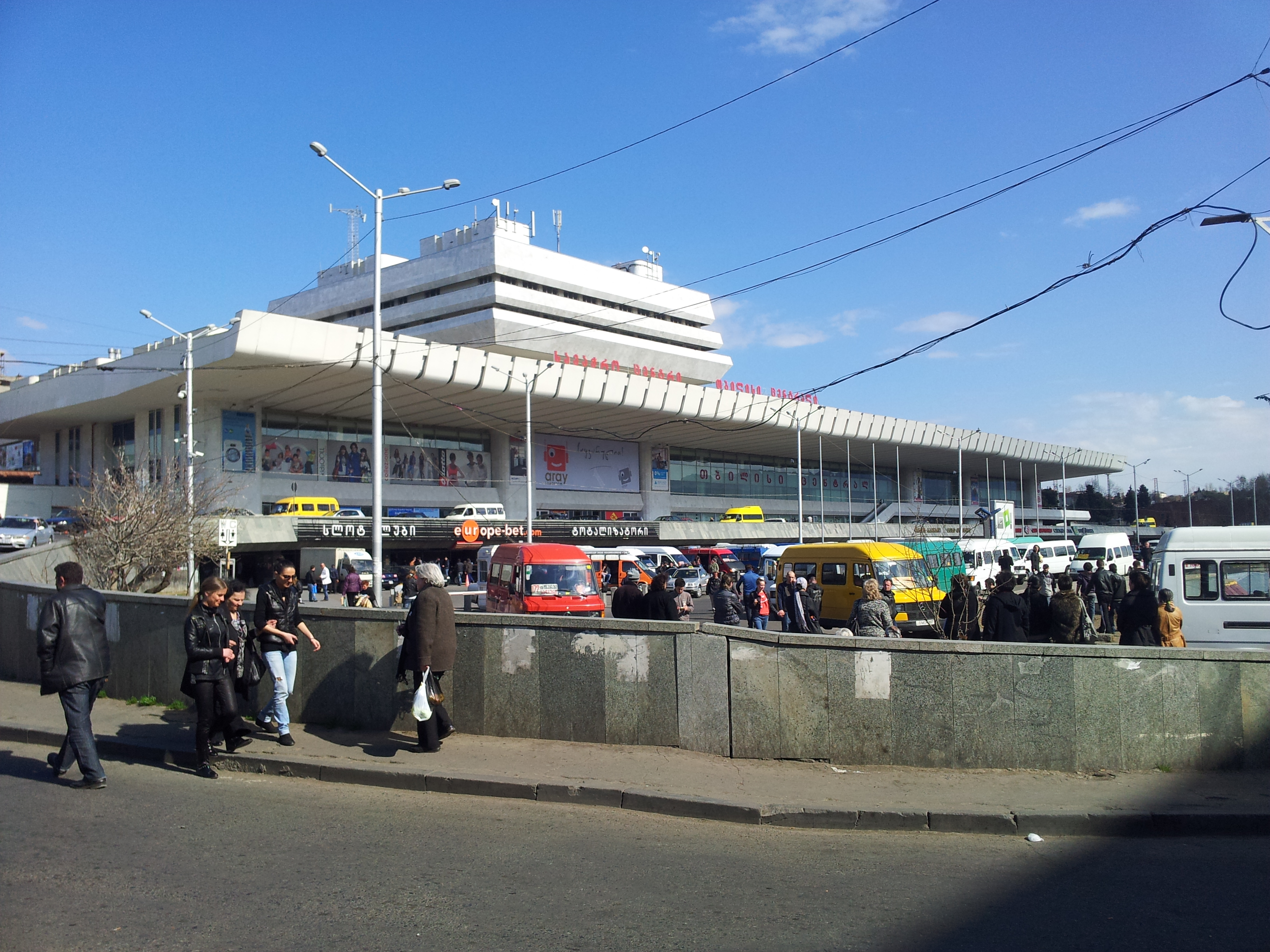
Gare centrale de Tbilissi.
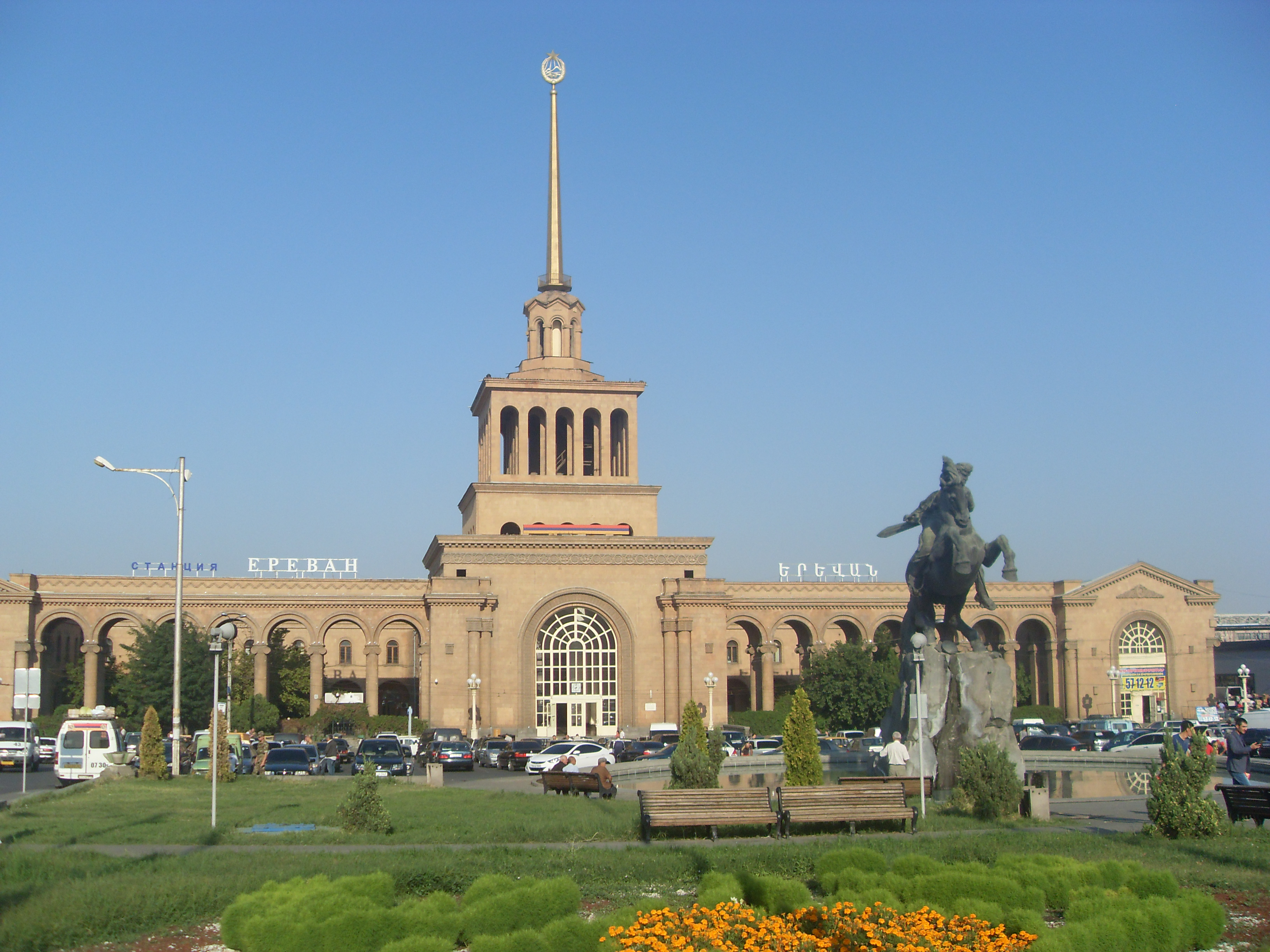
Gare d'Erevan.

## Exploitation
Depuis l'indépendance des États du Caucase en 1991, le tronçon géorgien de la ligne est exploité par Sakartvelos Rkinigsa et le tronçon arménien par Haravkovkasyan Jerkatughi. Avec l'indépendance de l'Arménie, les profondes divergences entre la Turquie et l'Arménie et le différend entre l'Arménie et l'Azerbaïdjan au sujet du Haut-Karabakh, toutes les autres lignes ferroviaires internationales de l'Arménie sont hors service.
Le seul train international du pays circule sur la ligne Tbilissi-Erevan. Celui-ci circule plusieurs fois par semaine vers Tbilissi et circule quotidiennement vers et depuis Batoumi sur la mer Noire en été.